# Acacia saligna

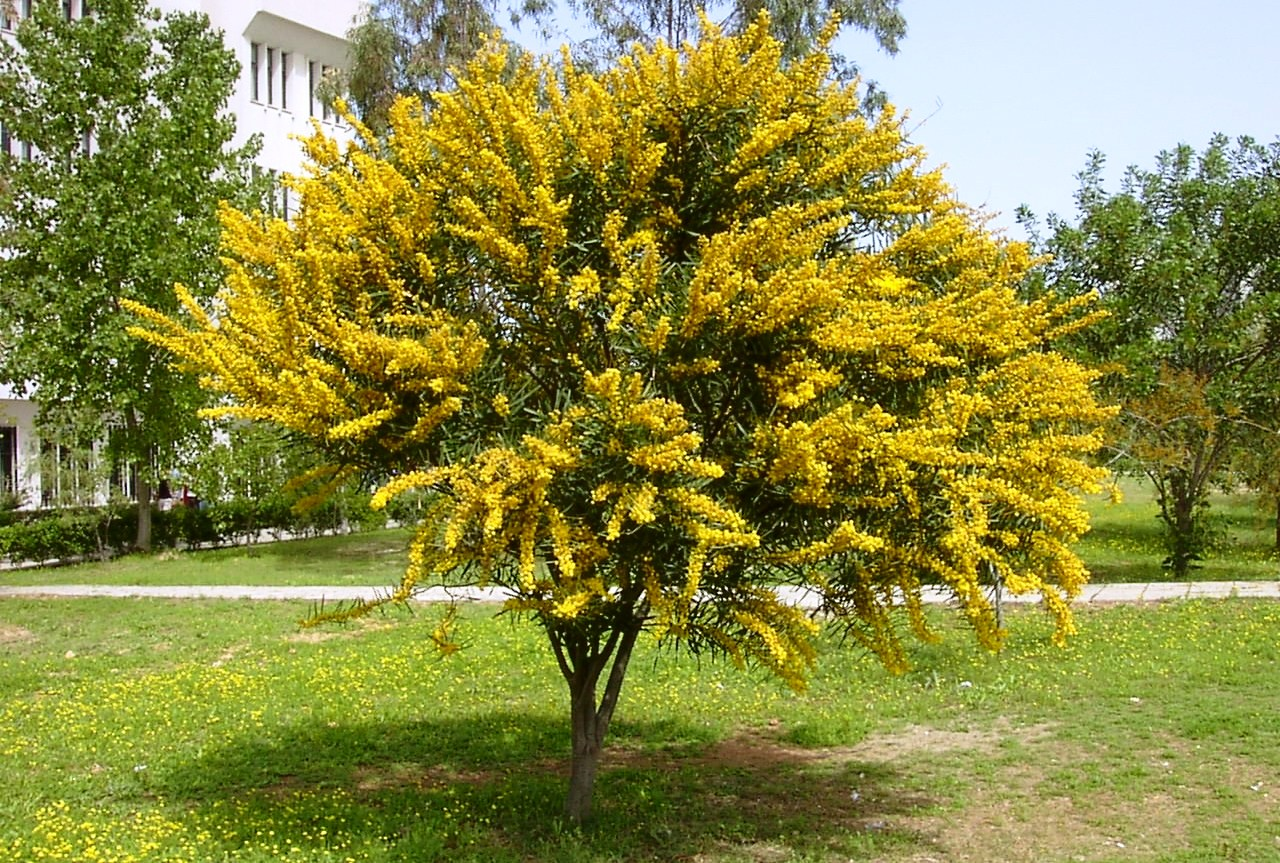
Vista general del árbol

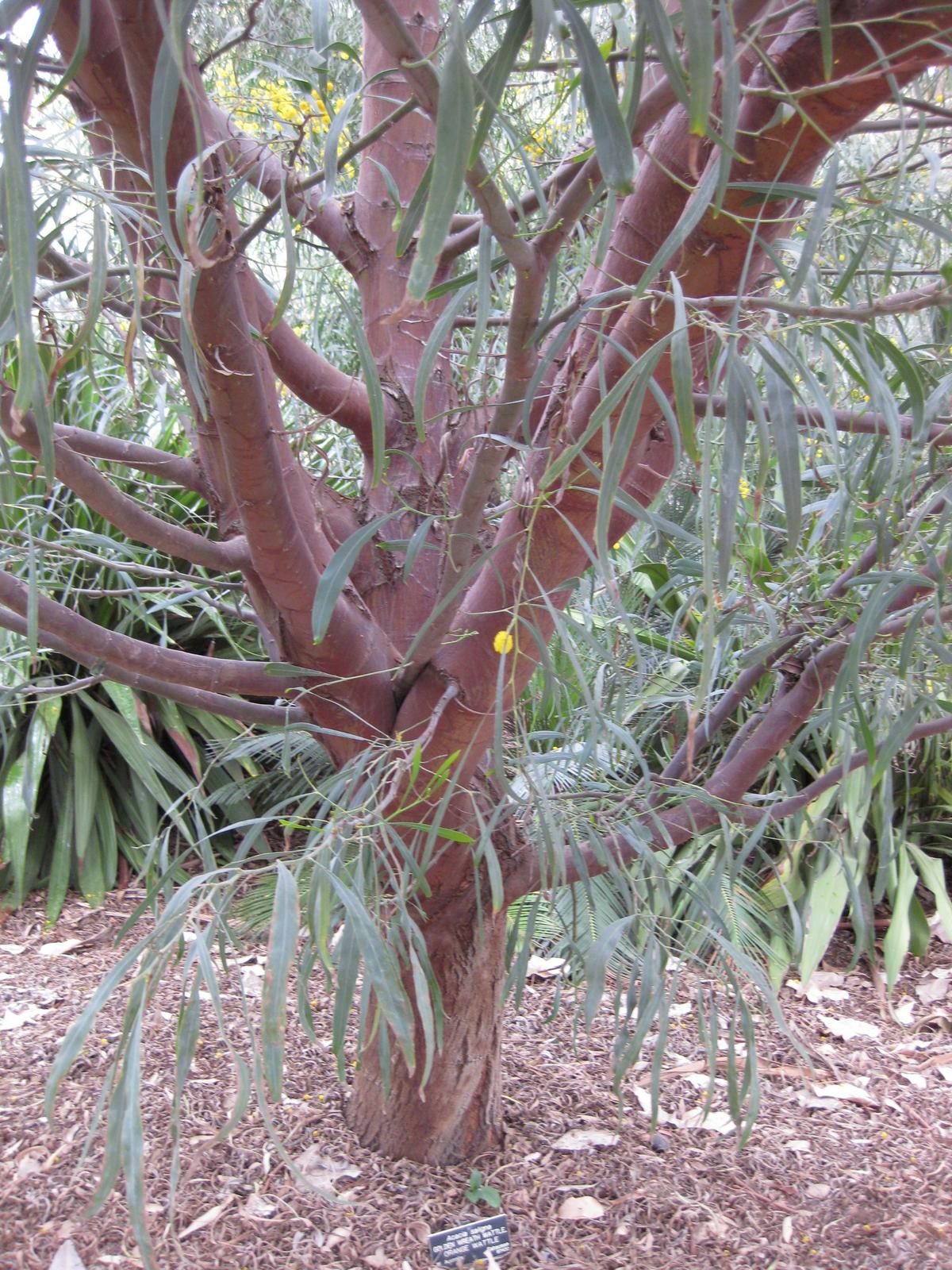
Tronco, ramas y filodios.

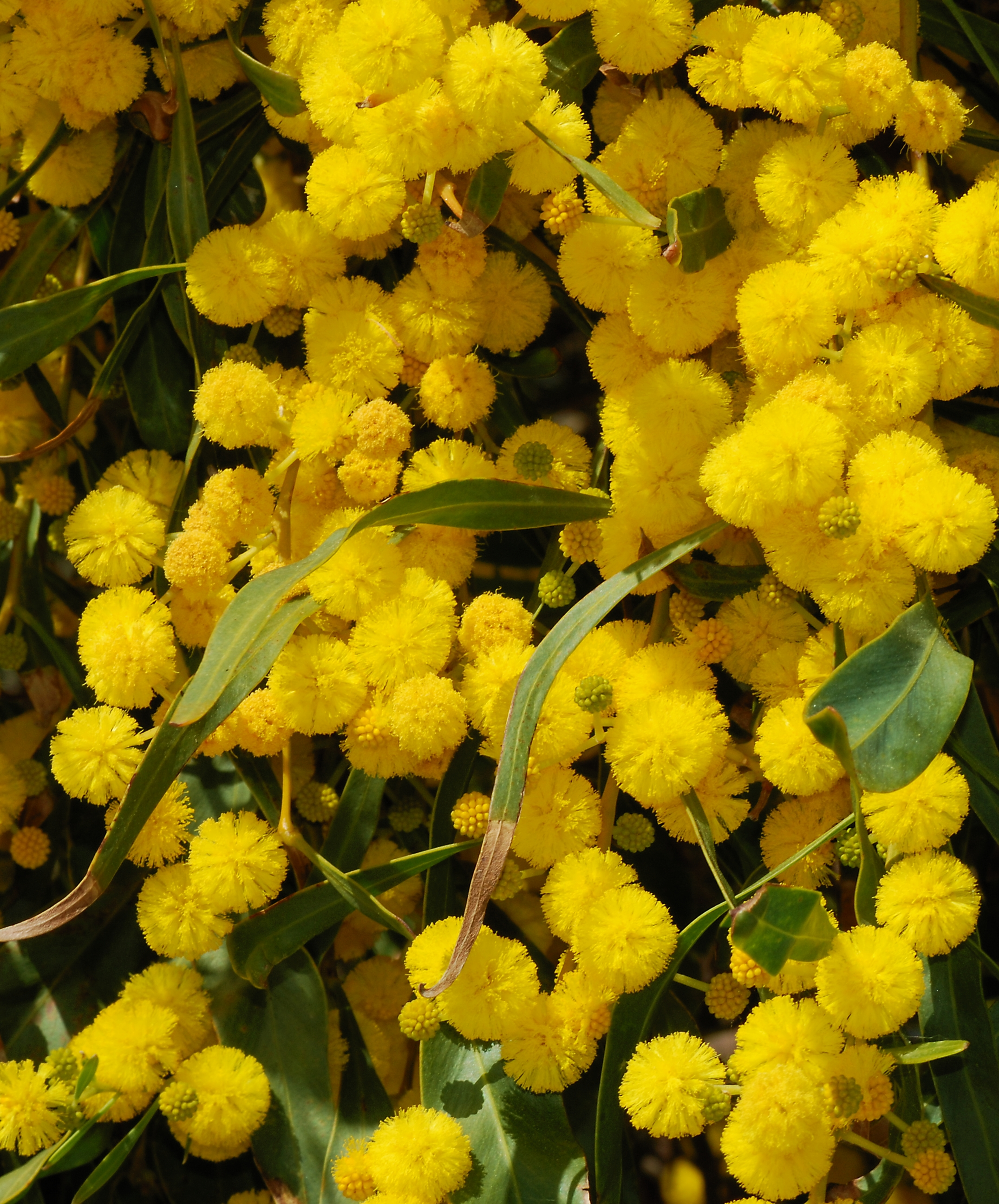
Inflorescencia.

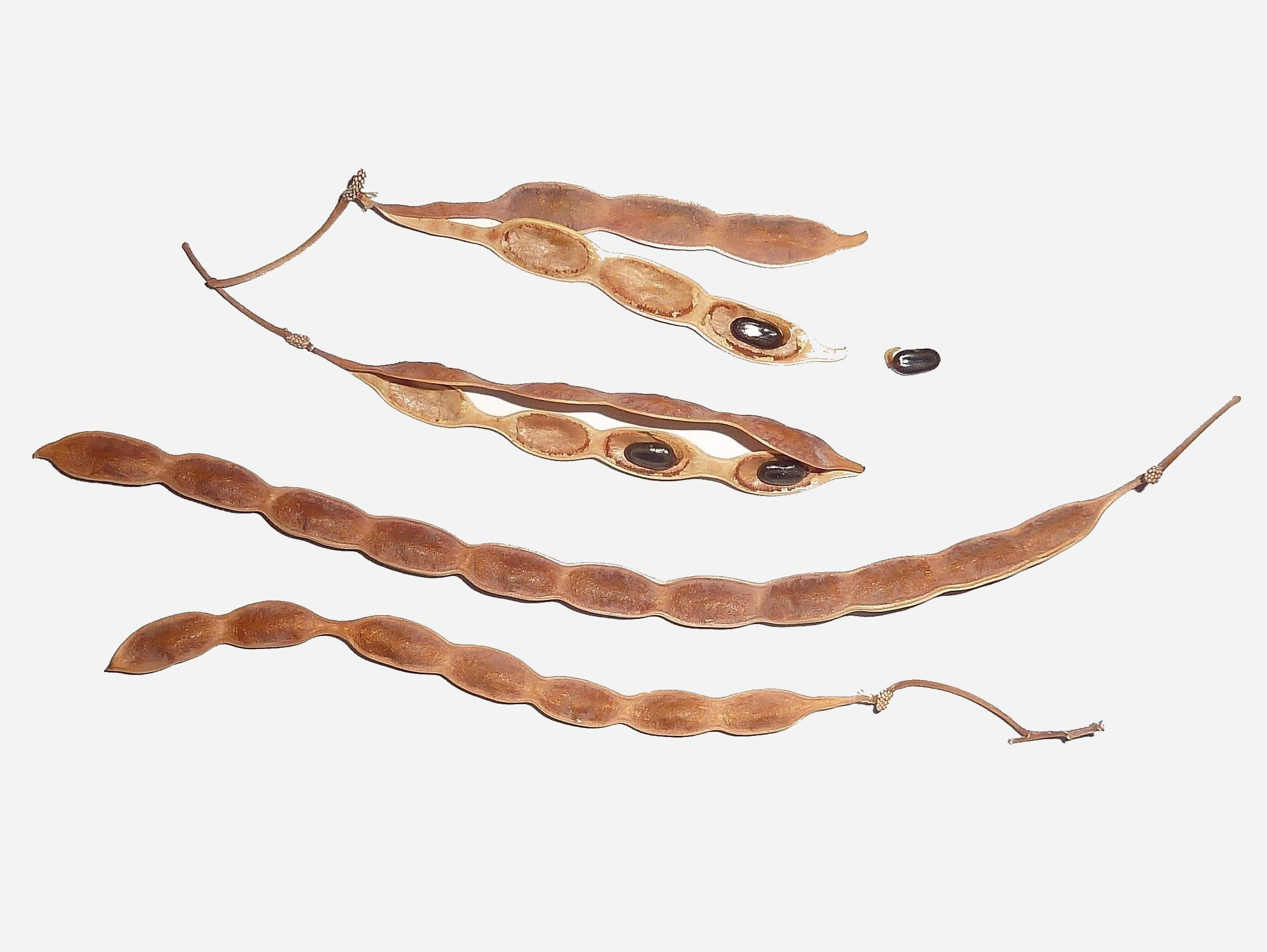
Legumbres; con unas abiertas con las simientes in situ; una simiente suelta.

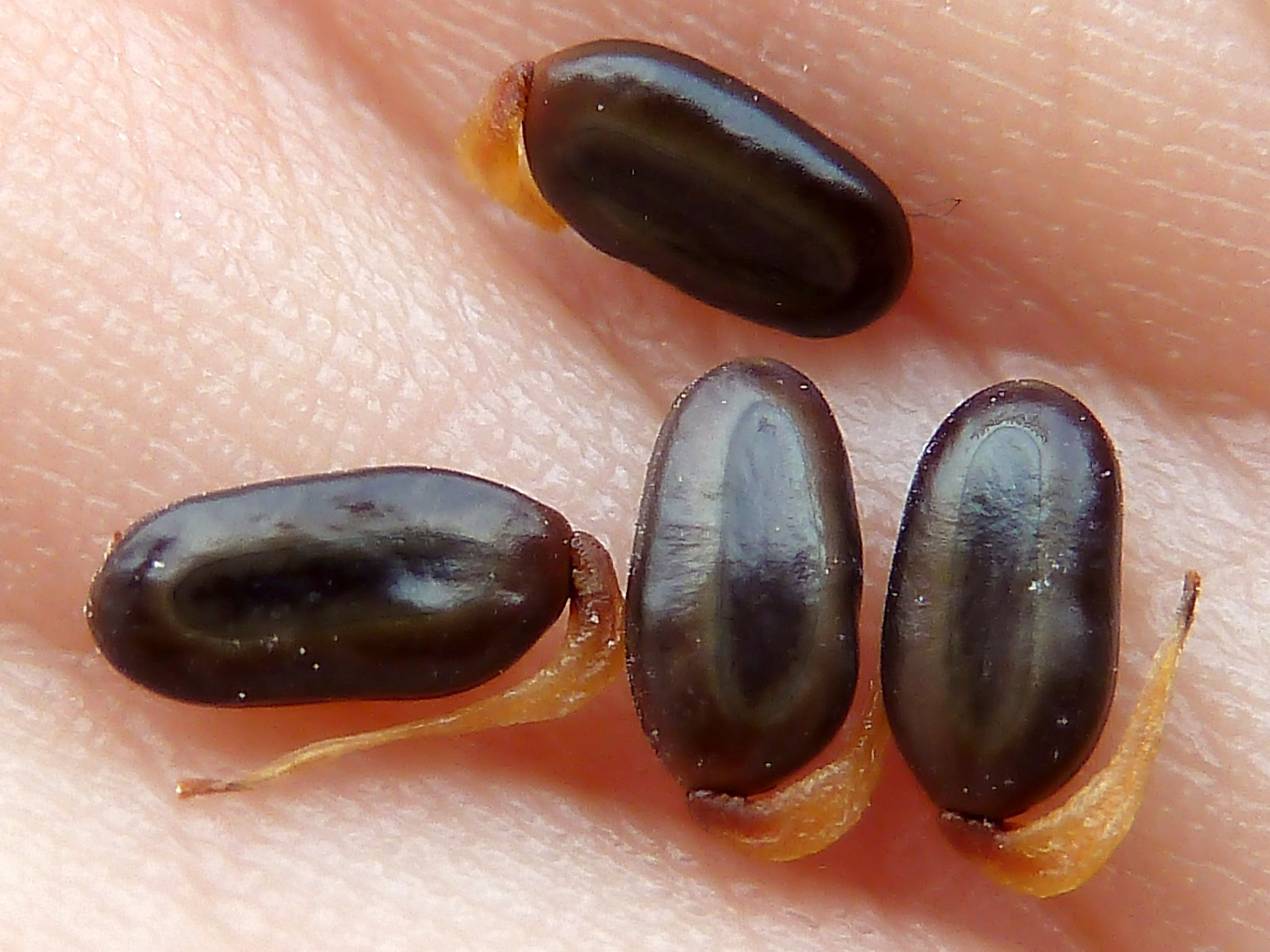
Semillas sueltas con su funículo carnoso retrotorcido persistente y sus típicos pleurogramas.

La acacia de hoja azul o acacia azul (Acacia saligna) es un pequeño árbol del género Acacia en la familia Fabaceae.
- Nota importante: El reciente desmembramiento del género polifilético Acacia s. l. en 5 géneros monofiléticos ha llevado a asimilar el antiguo subgénero Phyllodineae al género Acacia s. s..[2][3][4] En consecuencia la especie Acacia (Phyllodineae) saligna pasa a denominarse Acacia saligna.

Saligna es un epíteto latino que significa "como el sauce".

## Descripción
Es un árbol o arbusto de 3-8 m de altura, inerme, con corteza lisa o un poco agrietada y pardo obscura o cenicienta. Tiene ramillas subcilíndricas o algo comprimidas, glabrescentes. Las hojas, sin estípulas, son reducidas a filodios de 8-25(30) por 0,5-5 cm, lineares o lanceolados, con la anchura máxima en la parte central, subagudos o redondeados (eventualmente bífidos) y generalmente mucronados en el ápice, gradual y simétricamente atenuados en pecíolo corto, con el nervio medio prominente, como pergamino o flexibles, glaucos, con una glándula nectárea basal. La inflorescencia consiste en glomérulos capituliformes de 6-8 mm de diámetro, con 25-70 flores, pedunculada, agrupadas; dicha inflorescencia –con (1)2-10 glomérulos– es racemiforme, mucho más corta que el filodio de su axila, con el pedúnculo, glabro, de 4-20 mm y las brácteas tempranamente caducas. Las flores son pentámeras, amarillas o anaranjadas, con un cáliz de 1-1,25 mm, más o menos campanulado, glabro, de tubo mucho más largo que los lóbulos que son glabros, más o menos semicirculares y sinuados, o truncados. La corola tiene 2-2,25 mm; es campanulada, glabra y con lóbulos de 0,5-0,7 mm, ovado-elípticos. Los estambres, de 3,5-4 mm, son largamente exertos, con anteras sin glándulas. El fruto en legumbre de 5-14 por 0,4-0,8 cm, es lineal, comprimido, recto o curvado, algo retorcido-ondulado, más o menos contraído entre las semillas, cortamente estipitado, apiculado en el ápice, con consistencia de papel, y de color pardusco o verde azulado. Es bilateralmente dehiscente con los bordes de cada valva claramente subrayados por un nítido reborde longitudinal de tonos más claros. Las semillas, en número de 2- más de 12 y  de 6-6,5 por 3-3,5 mm, lisas y brillantes, de color castaño, son de forma elipsoidea, comprimidas, con los lados más o menos deprimidos en su parte central que se corresponde con la areola rodeada por una “línea fisural” o pleurograma cerrado de contorno similar al de la semilla en sí, y con el funículo implantado en el ápice algo mucronado, provisto de un funículo carnoso persistente de forma cónica muy alargada y reflejo hacia la base de la semilla y de un tono traslúcido-canela de la mitad o más de la longitud de la semilla.

## Citología
El número de cromosomas es 2n = 26.

## Distribución y hábitat
Es una especie nativa de Australia y está ampliamente distribuida en todo el occidente sur de la isla, extendiéndose al norte hasta el río Murchison, y tan al este como la Bahía Israelita. Es naturalizada o cultivada en el mundo entero.
En la península ibérica, es cultivada como ornamental y en dunas litorales y ocasionalmente naturalizada entre el nivel del mar y 200 m de altitud, en diversos puntos del litoral atlántico y mediterráneo y el interior próximo de España y Portugal.
Es un colonizador por excelencia, crece muy bien en suelo removido, como puede ser los bordes de nuevas carreteras. Sus semillas las dispersan las hormigas (mirmecocoria), que las almacenan en sus nidos para comer su arilo/eleosoma.
Por su enorme capacidad invasiva está incluida en el catálogo europeo de especies foráneas invasivas https://www.iucn.org/theme/species/our-work/invasive-species/eu-regulation-invasive-alien-species, sus riesgos y potencial control puede verse en  https://circabc.europa.eu/sd/a/7685ce4c-b6c4-4fd7-96b6-0c360ffbffa4/TSSR%20Task%202018%20Acacia%20saligna.pdf
Tiene germinación rápida (unos 5 días a 15 °C) y es extremadamente vigoroso cuando joven, creciendo hasta 1 m por año.

## Usos
La Acacia saligna ha sido plantada extensamente en áreas semiáridas de África, Suramérica y de Medio Oriente como cortina rompevientos y estabilización de dunas y suelos en general.
En Sudáfrica, su proliferación es incontrolable, y por años ha sido la peor peste ambiental. La introducción de gusanos de la semilla de Acacia (Melanterius,  Coleoptera,
Curculionidae) las ha puesto bajo control.
Tiene también multitud de usos: alimentación animal, leña, base de compost, curtido, reforestación y como decorativa.

## Taxonomía
Acacia saligna fue descrita primero por Jacques Julien Houtton de La Billardière como Mimosa saligna y posteriormente atribuido al género Acacia por Heinrich Ludolph Wendland y publicado en Commentatio de Acaciis Aphyllis, vol. 4, p. 26 en 1820.
Etimología
Ver: Acacia: Etimología
saligna: epíteto latino que significa "semejante al sauce", probablemente por el porte de sus ramas colgantes o por la forma de los filodios que se asemeja a la de las hojas de los sauces.
Sinonimia:
- Acacia bracteata Maiden & Blakeley
- Acacia cyanophylla Lindl.
- Acacia lindleyi Meisn.
- Mimosa saligna Labill.
- Racosperma salignum (Labill.) Pedley[10][11]